# Robert Ris

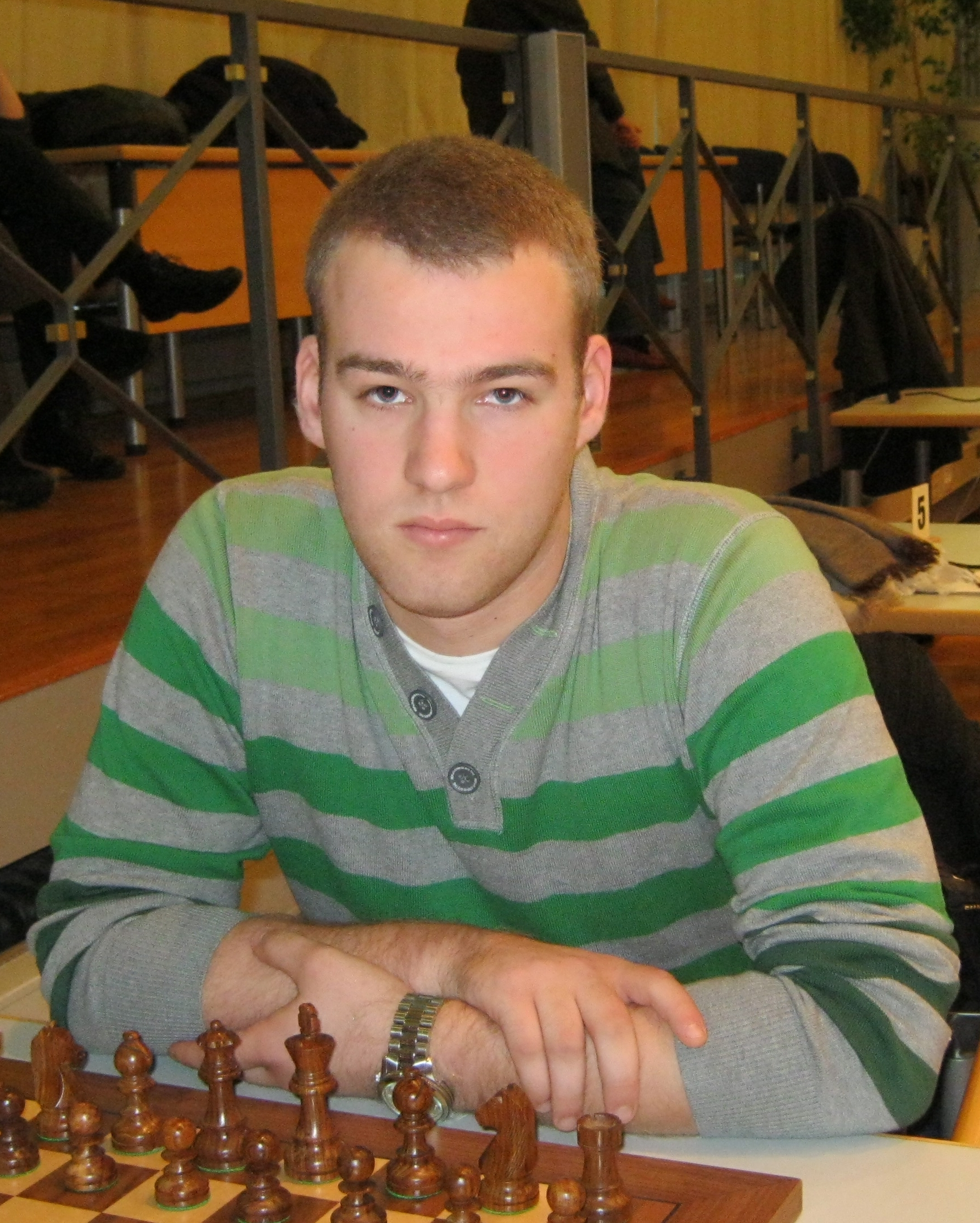
Robert Ris

Robert Ris (Ouderkerk aan de Amstel, 14 april 1988) is een Nederlandse schaker.
Toen Ris acht jaar was leerde hij van zijn vader schaken, en ging hij spelen bij SV Amstelveen. In 2002 ging hij voor SC Utrecht spelen, en later bij andere verenigingen. In datzelfde jaar won hij ook het Open Nederlands Jeugdschaak Kampioenschap, waarvan hij in 1999 al de categorie D (t/m 12 jaar) had gewonnen. Ris is sinds 2007 internationaal meester. Hij maakte deel uit van de Jong-Oranjeselectie. 
In 2007 nam hij in het Turkse Kemer met de vereniging Utrecht deel aan de European Club Cup.